# Evangelische Kirche Oetmannshausen

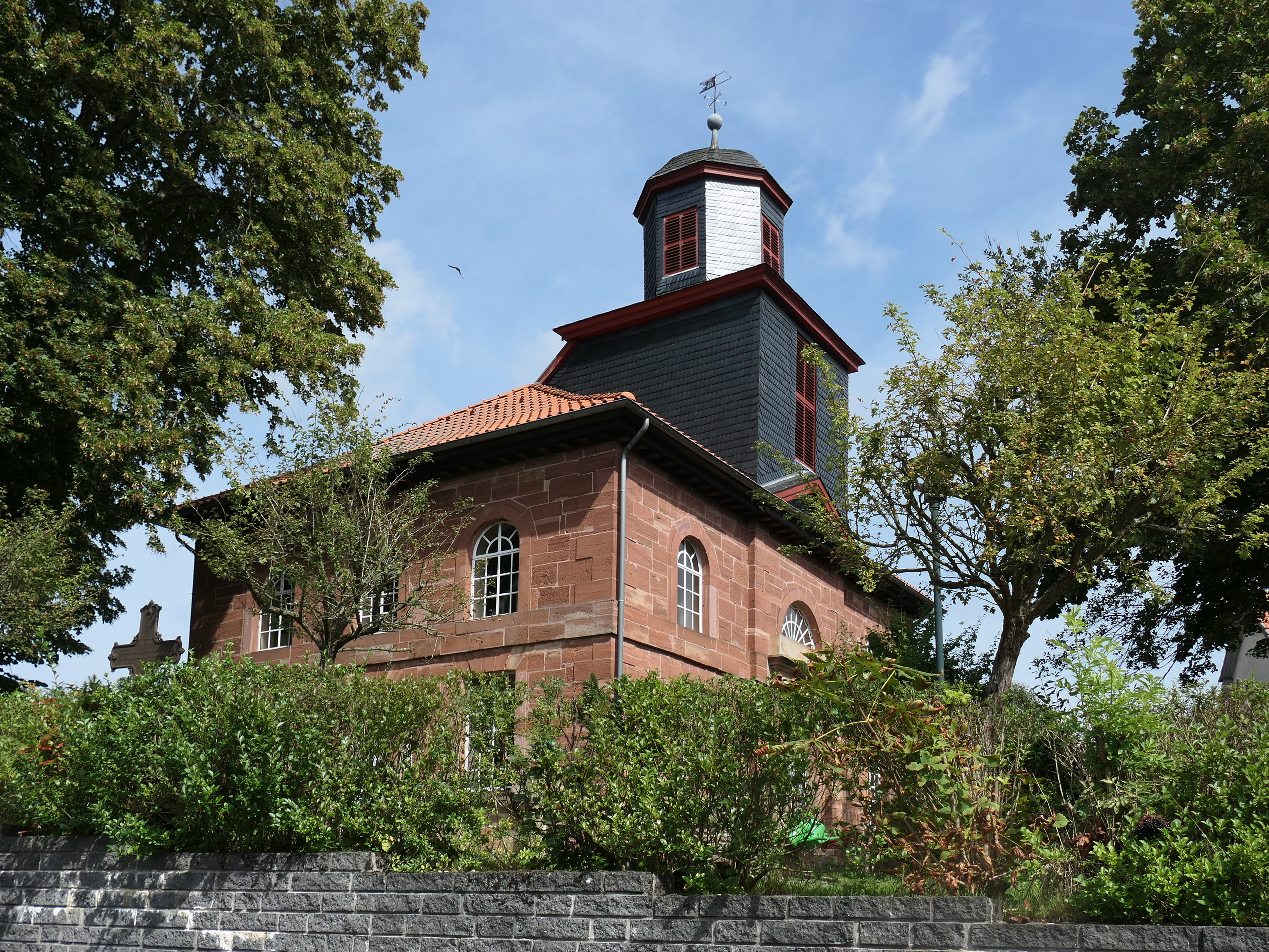
Das Kirchengebäude von Südwesten

Die Evangelische Kirche Oetmannshausen ist ein denkmalgeschütztes Gebäude in Oetmannshausen, einem Ortsteil der Gemeinde Wehretal im nordhessischen Werra-Meißner-Kreis. Sie wurde in den Jahren 1837 und 1838 nach den Plänen des kurhessischen Landbaumeisters Johann Friedrich Matthei (* 1790 in Rodenberg; † 1874 in Witzenhausen) errichtet. Die Kirchengemeinde Oetmannshausen ist in einem Kirchspiel mit den Gemeinden Langenhain und Vierbach verbunden. Sie gehört zum Kirchenkreis Werra-Meißner, innerhalb der Evangelischen Kirche von Kurhessen-Waldeck im Sprengel Kassel.

## Geschichte

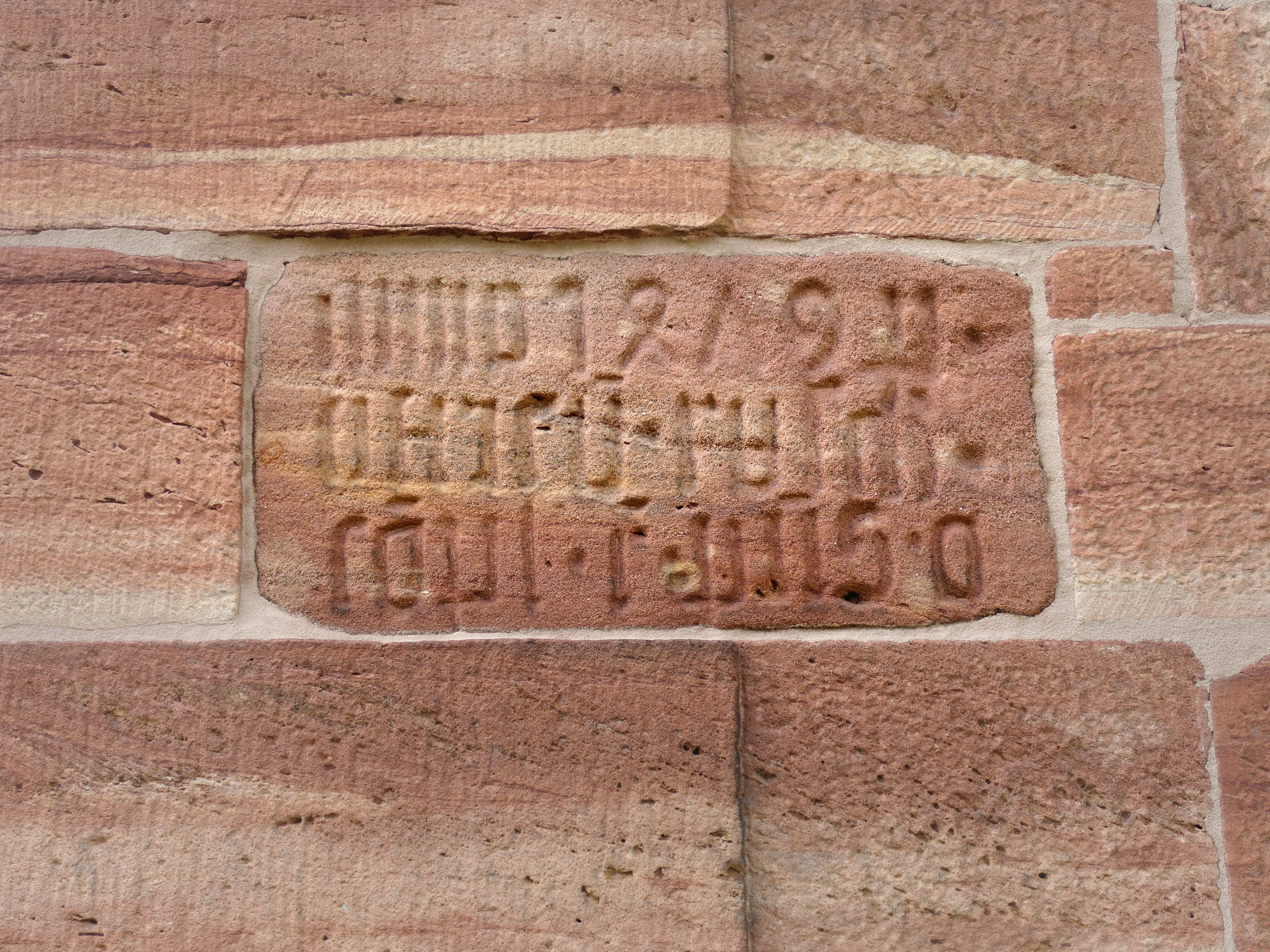
Inschriftstein der Vorgängerkirche

Oetmannshausen wurde erstmals 1271 als Othwynshusen in einer Schenkungsurkunde an das Kloster Germerode erwähnt. In dieser Zeit war das Dorf im Besitz derer von Boyneburg-Hohenstein. Über den ersten Vorgängerbau aus dem 16. Jahrhundert der Kirche berichtete Pfarrer Wilhelm Bach in der Kirchenstatistik der evangelischen Kirche im Kurfürstenthum Hessen aus dem Jahr 1835, dass die einst dem heiligen Christoph gewidmete Kirche „ehemals durch Mauer und Graben befestigt“ war. „1589 wurde sie neu gebauet und 1635, bis auf den Thurm, zugleich mit dem Dorfe verheert. Sie ist seit Menschengedenken nicht ausgebessert, und daher dem Einsturz nahe, wenn derselben nicht bald geholfen wird; weshalb sie 1831 eine halbe Collecte erhalten hat, und zu Pfingsten 1835 eine ganze erhält.“ In dieser Zeit, den 1830er Jahren, hatte Oetmannshausen 37 Häuser in denen 237 Einwohner evangelischen Glaubens wohnten.

## Kirchengebäude

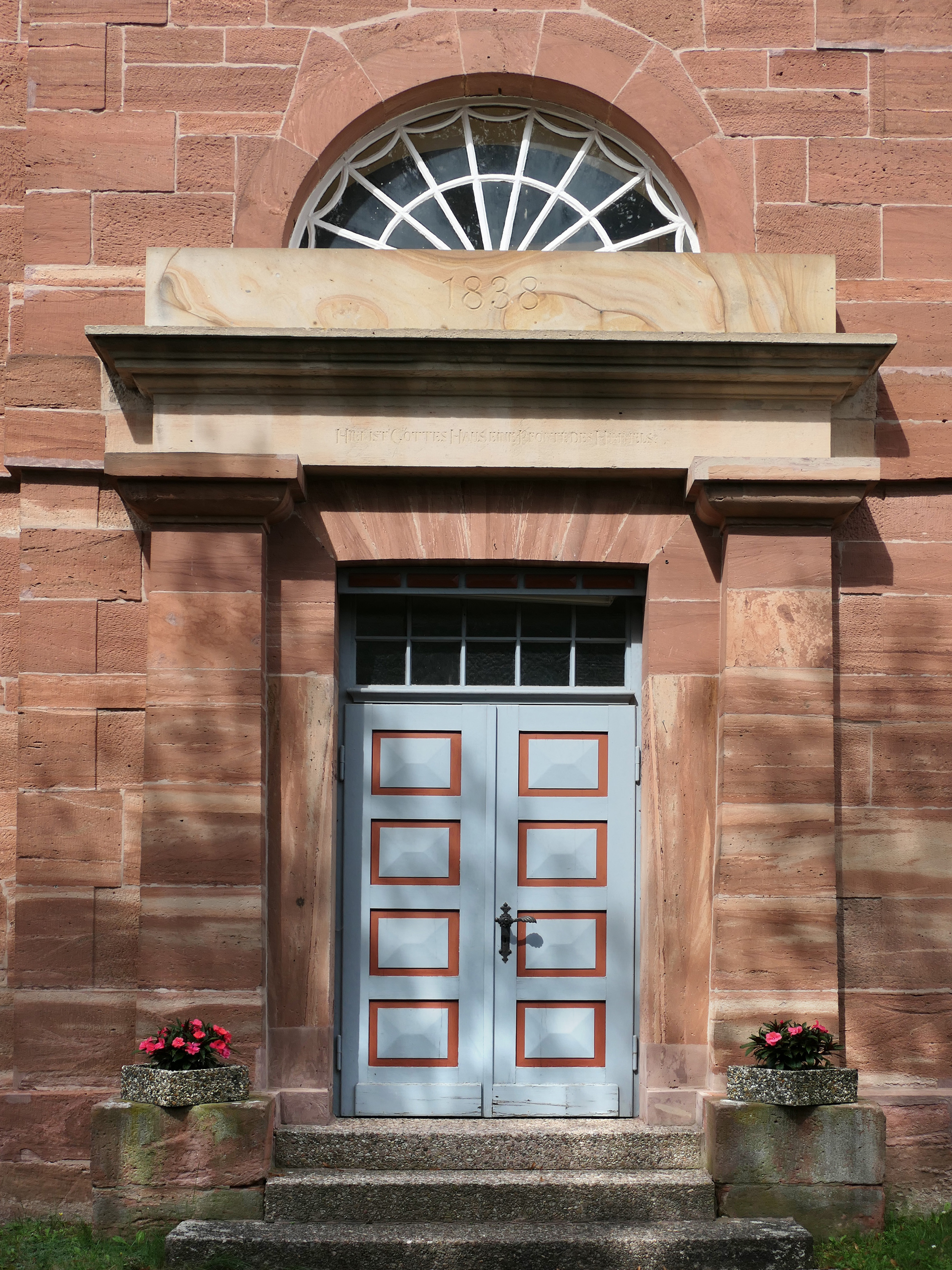
Eingangsbereich mit vorspringendem Risalit auf der südlichen Seite

Die heutige Kirche wurde im Jahr 1838 nach den Plänen Johann Friedrich Mattheis fertiggestellt. Sie ähnelt der Kirche in Langenhain, die ebenfalls nach Entwürfen Mattheis, etwa zur gleichen Zeit entstand. Matthei, der nach der kurhessischen Verwaltungsreform Landbaumeister für die Kreise Eschwege und Witzenhausen wurde, war zuständig für öffentliche Bauten, für die er Entwürfe zeichnete, die Ausführung beaufsichtigte und kontrollierte. Das Oetmannshäuser Gebäude zeigt seinen unverwechselbaren Stil mit Merkmalen des Klassizismus, wie die Betonung der Mitte auf der vorderen Seite, durch einen aus der Mauerflucht vorspringendem Risalit. Über das Eingangsportal setzte er einen Dachreiter für die Glocken auf. Der blockhafte Bau der Kirche wurde aus unverputzten rötlichen Sandsteinen errichtet und wird von einem Walmdach geschlossen. Im Jahr 1998 ist der Dachstuhl saniert und das Fachwerkgefüge des Dachreiters mit dunklem Schiefer verkleidet worden.
Für das Innere entwarf Matthei einen schlichten quergelagerten Saal, der in der damaligen Zeit den Anforderungen an eine auf die Wortverkündigung ausgerichteten protestantischen Kirche entsprach. Die auf drei Seiten umlaufende Empore ermöglicht von allen Plätzen eine ungehinderte Sicht auf Altar und Kanzel. Zu den umgesetzten Stilmerkmalen von Mattheis Entwürfen gehören auch die großen Fenster, die dem Kirchenraum reichlich Licht spenden. In der zweigeschossigen Anordnung besitzen die Fenster im Obergeschoss einen Rundbogen, die im Untergeschoss werden geradlinig geschlossen. Charakteristisch ist auch eine helle Farbgebung. Der Innenraum ist in Hellgelb gehalten, die Emporen, Bänke und Säulen in Hellgrau. Die Orgel fertigte um 1818 oder 1819 der Orgelbauer Johann Gottfried Dittus aus Großburschla.

## Denkmalschutz
Wegen ihrer geschichtlichen, künstlerischen und städtebaulichen Bedeutung wird die Kirche als Kulturdenkmal nach § 2 Absatz 1 des Hessischen Denkmalschutzgesetzes geschützt und ist in das Denkmalverzeichnis des Landes Hessen unter der Nummer 39126 eingetragen worden.

## Gedenkstein für Pfarrer Streibelein

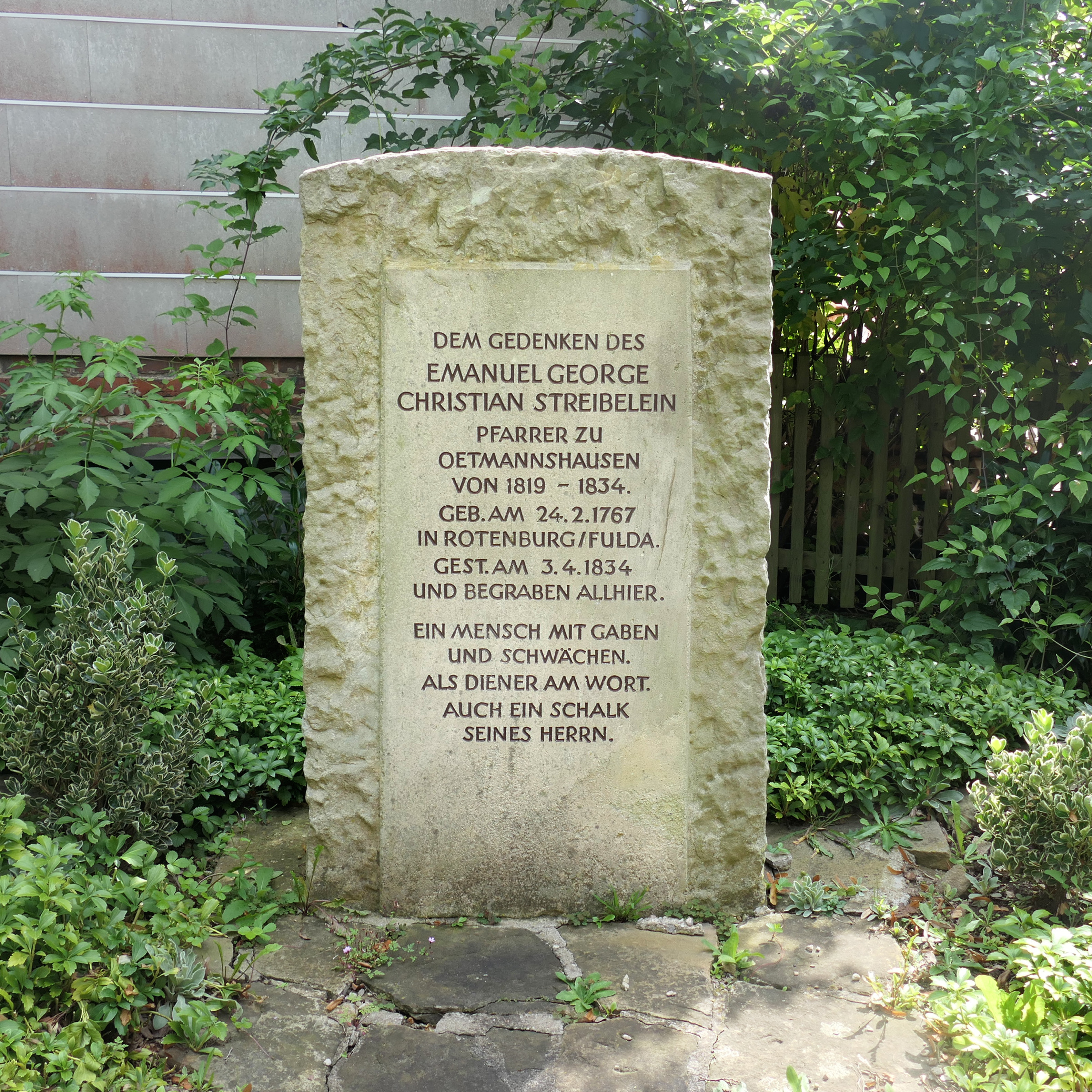
Gedenkstein für Pfarrer Streibelein

Vor dem Kirchenportal erinnert ein Gedenkstein an Emanuel George Christian Streibelein (* 1767 in Rotenburg an der Fulda; † 1834 in Oetmannshausen), der von 1819 bis 1834 Pfarrer von Oetmannshausen war. Von hier aus musste er auch die Gemeinde Wipperode, heute ein Ortsteil von Vierbach, betreuen. In der regionalen Literatur wird er als ein derber, sehr humorvoller und patriotischer Mann beschrieben, „der aber auch gern und nicht wenig trank“ und „allerhand Schwierigkeiten mit den Behörden hatte“. Die Franzosenzeit mit der Besetzung Kurhessens, das ein Bestandteil des neu geschaffenen Königreichs Westphalen geworden war, erlebte er als Seelsorger in Rambach. Dort bewahrte er die jungen Männer seiner Gemeinde vor dem Kriegsdienst in der napoleonischen Armee, indem er ihre Vornamen in den Kirchenbüchern in Mädchennamen umänderte oder sie als verstorben eintrug. Als das auf Dauer den Franzosen nicht verborgen blieb, wurde Streibelein aus seinem Amt entfernt. Nach der Rückkehr des Kurfürsten Wilhelm I. erhielt Streibelein 1814 eine Pfarrstelle in Frielingen, die er aber wegen Dienstvergehen wie „lästerlicher Reden“ und „arger Trunkenheitsfälle“ wieder verlassen musste. Im Jahr 1819 kam er nach Oetmannshausen und soll hier zuletzt seine Gemeinde mehr schlecht als recht betreut haben. Vor der drohenden Amtsenthebung starb er am 3. April 1834.